# Chevannes-Changy
Chevannes-Changy é uma comuna francesa na região administrativa de Borgonha-Franco-Condado, no departamento Nièvre. Estende-se por uma área de 18,44 km². Em 2010 a comuna tinha 142 habitantes (densidade: 7,7 hab./km²).